# نیکولا وویوز
نیکولا وویوز (انگلیسی: Nicolas Vouilloz؛ زادهٔ ۱۱ مهٔ ۲۰۰۱) بازیکن فوتبال اهل سوئیس است که در حال حاضر برای باشگاه فوتبال بازل بازی می‌کند.
از باشگاه‌هایی که در آن بازی کرده است می‌توان به باشگاه فوتبال سروت اشاره کرد.
وی همچنین در تیم‌های ملی فوتبال زیر ۱۶، ۱۷، ۱۸، ۲۰ و ۲۱ سال سوئیس بازی کرده است.